# Егорова, Генриетта Александровна
Генриетта Александровна Егорова (23 января 1931—26 января 2007) — советская и российская актриса театра и кино.

## Биография
Генриетта Александровна Егорова родилась 23 января 1931 года. Окончила Высшее театральное училище имени М. С. Щепкина (курс В. Н. Пашенной) в 1953 году.
С 1954 года была актрисой Малого театра, в котором проработала более 50 лет.
Умерла 26 января 2007 года в Москве от сердечного приступа. Похоронена на Пятницком кладбище (7 участок).

## Награды
- Заслуженная артистка России (1999)[2].
- Медаль ордена «За заслуги перед Отечеством» II степени (22 июня 2006)[3].

## Творчество

### Работы в театре
- «Васса Железнова» М. Горького — Наталья
- «Село Степанчиково» Ф. М. Достоевского — Прасковья Ильинична
- «Весёлка» И. Зарудного — Наташа
- «Веер леди Уиндермиер» О. Уайльда — леди Агата
- «Живой труп» Л. Н. Толстого — Маша
- «Горе от ума» А. С. Грибоедова — Графиня-внучка
- «Дачники» М. Горького — Калерия
- «Стакан воды» Э. Скриба — герцогиня Мальборо
- «Ярмарка тщеславия» У. Теккерея — Бригс Феркин
- «Господа Головлёвы» М. Е. Салтыкова-Щедрина — Улита
- «Мамуре» Ж. Сармана — Элоиза
- «Ночь игуаны» Т. Уильямса — Джудит Феллоуз
- «Вишнёвый сад» А. П. Чехова — Шарлотта
- «Царь Борис» А. К. Толстого — инокиня Марфа

### Фильмография
1. 1956 — Крылья — эпизод
2. 1965 — Сквозь ледяную мглу —  Елена Дмитриевна Стасова
3. 1966 — Дачники — Калерия Васильевна, сестра адвоката Басова
4. 1973 — Каждый день доктора Калинниковой — мать хромой девушки
5. 1978 — Господа Головлёвы — Улита
6. 1983 — Вишнёвый сад — Шарлотта Ивановна
7. 1987 — Недоросль — эпизод
8. 1988 — Шут — Анна Васильевна, завуч
9. 1991 — Нелюбовь — мама Ромы
10. 1991 — Ночь игуаны — Джудит Феллоуз
11. 1999 — Смерть и дева
12. 2004 — Долгое прощание — Тамара Игнатьевна, тетя Ляли
13. 2006 — Многоточие — Марья Антоновна
14. 2009 — Событие — мадам Вагабундова